# محاصره قلعه برزی
محاصره قلعه برزی (انگلیسی: Siege of Bourzey Castle) در سال ۱۱۸۸ توسط نیروهای ایوبی به رهبری صلاح‌الدین ایوبی آغاز شد که در نهایت ایوبیان موفق شدند پس از سه روز محاصره قلعه برزی که در کنترل شاهزاده‌نشین انطاکیه بود، را تصرف کنند.